# Roman II.
Roman II.  (grško Ρωμανός Β΄ [Rōmanos II]) je bil cesar Bizantinskega cesarstva, ki je vladal od leta 959 do 963, ko je nenadoma umrl,  * okoli 938 , † 15. marec 963.

## Življenjepis
Roman II. je bil sin cesarja Konstantina VII. Porfirogeneta in Helene Lekapene, hčerke cesarja Romana I. Lekapena in njegove žene Teodore. Ime je dobil po svojem starem očetu. Da bi Konstantin  okrepil zavezništvo z Italijo, ga je že v otroških letih  poročil  z Berto, izvenzakonsko hčerko italijanskega kralja Huga Arleškega. Berta se je po poroki preimenovala v Evdokijo in leta 949 umrla brez naslednika. Zavezništvo z Italijo se je z njeno smrtjo razdrlo. 27. januarja  945 je Konstantin VII. odstranil svoje  svake, sinove Romana I. Lekapena, in zasedel bizantinski prestol kot starejši cesar. 6. aprila 945 je za mlajšega cesarja imenoval svojega sina Romana. Po Hugovi odstavitvi in smrti leta 947 je Roman izkoristil očetovo obljubo, da si bo  naslednjo ženo lahko izbral sam. Izbral je krčmarjevo hčerko  Anastazo, ki se je po poroki leta 956 preimenovala v Teofano.
Novembra 959 je nasledil svojega očeta na bizantinskem prestolu. Po očetovi smrti so se širile govorice, da sta ga on ali njegova žena  zastrupila. Po prihodu na oblast je z dvora odstranil očetove sovražnike in jih zamenjal s svojimi prijatelji. Da bi pomiril svojo ženo, je z dvora odstranil svojo mater, pet sester pa poslal v samostane.  Med tistimi, katerim je podelil visoke položaje, so bili tudi sposobni možje, na primer njegov glavni svetovalec, evhuh  Jožef Bringa. 
Lagodno življenje ljubeči cesar je vojaške zadeve prepustil svojim generalom, zlasti bratoma Leonu in Nikiforju Fokasu. Slednjega je z ladjevjem 1000 dromonov, 2000 helandij in 308 transportnih ladij s 27.000 veslači in mornarji in 50.000 vojaki poslal v napad na muslimanske osvajalce  na Kreti. Omenjene številke so sporne. Večina zgodovinarjev meni, da je ladjevje štelo 100 dromosov, 200 helandij in 308 transportnih ladij s skupaj 77.000 možmi. Po težki kampanji in devet mesecev trajajočem obleganju Herakliona je Nikiforju leta 961 uspelo vzpostaviti kontrolo nad celim otokom. Nikiforja so po proslavljanju triumfa v Konstantinoplu poslali na vzhodno fronto proti alepskemu emirju Sejfu Al Dauli, ki je vsako leto vdiral v bizantinsko Malo Azijo.  Nikifor je osvobodil Kilikijo in leta 962 Alep. Izropal je emirjevo palačo in zaplenil 390.000 srebrnih dinarjev, 200 kamel in 1.400 mul. Leon Fokas in Marijan Argir sta se medtem spopadala z Ogri, ki so vdirali na bizantinski Balkan.
Roman II. je po dolgem lovu zbolel in 15. marca 963 umrl. Po smrti se je govorilo, da ga je zastrupila njegova žena Teofano, kar je malo verjetno in brez dokaza. Teofano bi z njegovo zastrupitvijo veliko tvegala, ker bi varen položaj kronane avguste zamenjala za negotov položaj cesarjeve vdove in regentke svojih zelo majhnih otrok. Romanovo zanašanje na ženo in državne uradnike, kot je bil Jožef Bringa, je imelo za posledico dokaj sposobno državno upravo in hkrati zamero med plemstvom, povezanim z vojsko. Po Romanovi smrti se je njegova vdova kmalu poročila z generalom Nikiforjem Fokasom,  generala Ivana Cimiska pa je imela za ljubimca. Po Nikiforjevi smrti je tudi ljubimca povišala na cesarski položaj, s čimer je zavarovala pravice svojih sinov. Ko je Ivan Cimisk v vojni padel, je položaj starejšega cesarja zasedel Romanov najstarejši sin Bazilij II..

## Družina
Roman se je prvič poročil septembra 944 z že omenjeno Berto Italijansko, s katero ni imel otrok.
Z drugo ženo Teofano je imel najmanj tri otroke:
- Bazilija II.,
- Konstantina VIII. in
- Ano Porfirogeneto, rojeno 13. marca 963.